# Arsac-en-Velay
Arsac-en-Velay – miejscowość i gmina we Francji, w regionie Owernia-Rodan-Alpy, w departamencie Górna Loara.
Według danych na rok 1990 gminę zamieszkiwało 870 osób, a gęstość zaludnienia wynosiła 72 osoby/km² (wśród 1310 gmin Owernii Arsac-en-Velay plasuje się na 260. miejscu pod względem liczby ludności, natomiast pod względem powierzchni na miejscu 739.).